# 主权游行
主权游行（俄语：Парад суверенитетов）是20世纪80年代末90年代初苏联解体前夕，其加盟共和国及自治共和国等联邦主体展开的一系列主权宣言活动，这些宣言宣布在其境内其权力高于联盟中央权力，因此导致了地方与中央的法律战。该过程源自苏联领导人戈尔巴乔夫展开废除一党专政和改革重组等改革运动开始后，苏联共产党失去了对权力的控制，那些被共产党长时间压迫的人们获得了自由，但是，他们害怕共产党会重新获得权利，所以产生了独立自治的想法。尽管戈尔巴乔夫试图维持联盟体系，但是苏联最终仍然解体。苏联最先宣布独立的是1990年1月19日的纳希切万苏维埃社会主义自治共和国，但是由于阿塞拜疆领导人盖达尔·阿利耶夫与阿塞拜疆本土和纳希切万都有联系，最终维持了阿塞拜疆的领土完整。第一个宣布独立的加盟共和国是1988年11月16日的爱沙尼亚苏维埃社会主义共和国（爱沙尼亚主权宣言）。